# Bassett (Nebraska)
Bassett je grad u američkoj saveznoj državi Nebraska. Prema popisu stanovništva iz 2010. u njemu je živjelo 619 stanovnika.